# Metates (kemi)
Metates är en kemisk reaktion, ibland kallad en dubbelförskjutningsreaktion, där två molekyler byter bindningar, som resulterar i skapandet av produkter med liknande eller identiska bindningsanknytningar. Denna reaktion representeras av det allmänna schemat:
{\displaystyle {\ce {AB + CD -> AD + CB}}}
| {\displaystyle {\overset {+1}{\color {Orange}{\ce {Ag}}}}{\overset {-1}{\color {Blue}{\ce {NO3}}}}+{\overset {+1}{\color {Green}{\ce {H}}}}{\overset {-1}{\color {Magenta}{\ce {Cl}}}}\rightarrow {\overset {+1}{\color {Green}{\ce {H}}}}{\overset {-1}{\color {Blue}{\ce {NO3}}}}+{\overset {+1}{\color {Orange}{\ce {Ag}}}}{\overset {-1}{\color {Magenta}{\ce {Cl(v)}}}}} |

Bindningen mellan de reagerande elementen kan vara antingen jonisk eller kovalent. Klassiskt resulterar dessa reaktioner i utfällning av en produkt.
I äldre litteratur förekommer ofta termen dubbelsönderdelning. Termen dubbelsönderdelning används mer specifikt när minst ett av ämnena inte löser sig i lösningsmedlet, eftersom liganden eller jonbytet sker i reaktantens fasta tillstånd. Till exempel:
AX(aq) + BY(s) → AY(aq) + BX(s).
År 2005 fick Yves Chauvin, Richard R. Schrock och Robert H. Grubbs Nobelpriset i kemi för att ha utvecklat metates med alkener, med metallatomer som katalysatorer.

Generell beskrivning av metates med alkener

.
 

## Typer av reaktioner

### Kontrabyte
Metates är en vanlig teknik för utbyte av motjoner. Valet av reaktanter styrs av ett löslighetsdiagram eller gitterenergi. HSAB-teori kan också användas för att förutsäga produkterna av en metatesreaktion.
Metates används ofta för att erhålla salter som är lösliga i organiska lösningsmedel. Illustrativt är omvandlingen 
av natriumperrenat till tetrabutylammoniumsaltet:
NaReO4  +  N(C4H9)4Cl   →   N(C4H9)4[ReO4]  +  NaCl
Tetrabutylammoniumsaltet fälls ut från den vattenhaltiga lösningen. Det är lösligt i diklormetan.
Metates kan utföras i icke-vattenhaltig lösning, vilket illustreras av omvandlingen av ferroceniumtetrafluorborat till ett mer lipofilt salt innehållande tetrakis(pentafluorfenyl)boratanjonen:
[Fe(C5H5)2]BF4  +  NaB(C6F5)4   →   [Fe(C5H5)2]B(C6F5)4  +  NaBF4
När reaktionen utförs i diklormetan fälls saltet NaBF4 ut och B(C6F5)4-saltet förblir i lösning.
Metatesreaktioner kan inträffa mellan två oorganiska salter när en produkt är olöslig i vatten. Till exempel levererar utfällningen av silverklorid från en blandning av silvernitrat och kobolthexaminklorid nitratsaltet av koboltkomplexet:
3 AgNO3 + [Co(NH3)6]Cl3   →  3 AgCl   +  [Co(NH3)6](NO3)3
Reaktanterna behöver inte vara mycket lösliga för att metatesreaktioner ska äga rum. Till exempel bildas bariumtiocyanat när man kokar en uppslamning av koppar(I)tiocyanat och bariumhydroxid i vatten:
Ba(OH)2 + 2 CuCNS  → Ba(CNS)2  + 2 CuOH

### Alkylering
Metallkomplex alkyleras via saltmetatesreaktioner. Illustrativt är metyleringen av titanocendiklorid för att ge Petasis-reagenset:
(C5H5)2TiCl2  +  2 ClMgCH3   →   (C5H5)2Ti(CH3)2  +  2 MgCl2
Saltprodukten fälls typiskt ut från reaktionslösningsmedlet.

### Neutraliseringsreaktion
neutraliseringsreaktion är en typ av dubbelersättningsreaktion. En neutraliseringsreaktion uppstår när en syra reagerar med en lika stor mängd av en Bas. Detta skapar vanligtvis en lösning av ett salt och vatten. Till exempel reagerar saltsyra med natriumhydroxid för att producera natriumklorid och vatten:
HCl + NaOH  → NaCl + H2O
Reaktion mellan en syra och ett karbonat eller bikarbonat ger alltid kolsyra som en produkt, som spontant sönderdelas till koldioxid och vatten. Frigörandet av koldioxidgas från reaktionsblandningen driver reaktionen till fullbordan. Ett exempel är den vanliga reaktionen av ättiksyra med natriumbikarbonat:
CH3COOH + NaHCO3  → CH3COONa  + CO2 + H2O

### Saltfri metatesreaktion
I motsats till saltmetatesreaktioner, som drivs av utfällningen av fasta salter, är saltfria reduktioner, som utgår från bildning av silylhalider, fortskrider saltfria metatesreaktioner homogent.